# Diostracus aristalis
Diostracus aristalis är en tvåvingeart som beskrevs av Saigusa 1995. Diostracus aristalis ingår i släktet Diostracus och familjen styltflugor. Inga underarter finns listade i Catalogue of Life.